# Widelec, wiedźma i smok
Widelec, wiedźma i smok (ang. The Fork, the Witch, and the Worm) – amerykański zbiór opowiadań i pierwszy tom z cyklu Opowieści ze świata Alagaësii, autorstwa Christophera Paoliniego. Swoją premierę miał 21 grudnia 2018 i jest osadzony w tym samym uniwersum co cykl Dziedzictwo, rozpoczęty przed książkę Eragon. Jego akcja rozgrywa się po wydarzeniach z cyklu. Składa się z trzech opowiadań, z których drugie zostało napisane przez siostrę autora, Angelę. Historie opowiadają o wyzwaniach, przed którymi stają Eragon i Saphira, próbując odbudować rasę smoków oraz rolę Smoczych Jeźdźców. Polskie wydanie ukazało się 16 listopada 2019 nakładem Wydawnictwa Mag, w tłumaczeniu Pauliny Braiter-Ziemkiewicz.